# Wydział Nauk Społecznych Uniwersytetu Śląskiego
Wydział Nauk Społecznych Uniwersytetu Śląskiego w Katowicach (WNS UŚ) – jeden z największych wydziałów Uniwersytetu Śląskiego w Katowicach powstały w 1973 roku w wyniku przekształcenia dotychczasowego Wydziału Humanistycznego. Kształci studentów na ośmiu podstawowych kierunkach zaliczanych do nauk humanistycznych, na studiach stacjonarnych oraz niestacjonarnych.
Wydział Nauk Społecznych jest jednostką interdyscyplinarną. W jego ramach znajdują się 4 instytuty oraz 1 zakład (historii sztuki). Wydział zatrudniał w 2015 r. około 180 pracowników naukowo-dydaktycznych (na stanowiskach profesora zwyczajnego, profesora nadzwyczajnego, adiunktów ze stopniem doktora habilitowanego oraz doktora).
Wydział współpracuje również z emerytowanymi profesorami, których autorytet wspiera zarówno proces dydaktyczny, jak i przede wszystkim wymianę międzynarodową.
Według stanu na 2016 rok na wydziale studiowało łącznie 3762 studentów (w tym na studiach dziennych, na studiach zaocznych oraz kilkudziesięciu doktorantów, odbywających studia doktorskie w ramach Wydziałowego Studium Doktoranckiego).

## Historia
Wydział Nauk Społecznych został utworzony z połączenia części Wydziału Humanistycznego z Międzywydziałowym Instytutem Nauk Społecznych. Decyzja o utworzeniu Wydziału zapadła 16 sierpnia 1973 roku. Początkowo mieścił się on w gmachu przy ulicy Wita Stwosza w Katowicach. Po czym w 1978 roku przeniósł się on do nowo powstałego gmachu przy ulicy Bankowej naprzeciwko rektoratu. Wydział Nauk Społecznych został oficjalnie utworzony 1 października 1973 roku. Pierwszym dziekanem wydziału został doc. dr Janusz Kolczyński. W 1973 roku studenci mieli możliwość rozpoczęcia studiów na kierunku nauki polityczne, a w roku następnym na kierunku socjologia. Inauguracja roku akademickiego 1997/1998 odbyła się w nowo wybudowanej auli, która stała się jednym z bardziej reprezentatywnych obiektów Uniwersytetu. Prawo nadawania stopnia naukowego doktora habilitowanego w zakresie historii Wydział uzyskał w 1974 roku, zaś z nauk o polityce, filozofii i socjologii w 1979 roku. Studia doktoranckie z zakresu filozofii, historii, politologii i socjologii utworzono w 1992 roku. W 1999 roku wydano pierwszy numer rocznika „Pisma humanistyczne”, w którym publikowano teksty naukowe studentów Wydziału Nauk Społecznych.

## Kierunki kształcenia
Dostępne kierunki:

### Studia stacjonarne
- Arteterapia (studia I stopnia)
- Bezpieczeństwo narodowe i międzynarodowe (studia I i II stopnia)
- Doradztwo polityczne i publiczne (studia I stopnia)
- Dziennikarstwo i komunikacja społeczna (studia I i II stopnia)
- Międzynarodowe studia nauk politycznych i dyplomacji (studia I i II stopnia)
- Pedagogika (studia I i II stopnia)
- Pedagogika przedszkolna i wczesnoszkolna (studia jednolite magisterskie)
- Pedagogika specjalna (studia jednolite magisterskie)
- Politologia (studia I i II stopnia)
- Polityki miejskie i doradztwo publiczne (studia II stopnia)
- Praca socjalna (studia I i II stopnia)
- Psychologia (studia jednolite magisterskie)
- Socjologia (studia I i II stopnia)
- Zarządzanie zasobami ludzkimi (studia I stopnia)

### Studia niestacjonarne
- Bezpieczeństwo narodowe i międzynarodowe (studia I i II stopnia)
- Doradztwo polityczne i publiczne (studia I stopnia)
- Dziennikarstwo i komunikacja społeczna (studia I i II stopnia)
- Pedagogika (studia I i II stopnia)
- Pedagogika przedszkolna i wczesnoszkolna (studia jednolite magisterskie)
- Pedagogika specjalna (studia jednolite magisterskie)
- Politologia (studia I i II stopnia)
- Praca socjalna (studia I i II stopnia)
- Psychologia (studia jednolite magisterskie)
- Socjologia (studia I i II stopnia)
- Zarządzanie zasobami ludzkimi (studia I stopnia)

Wydział oferuje studia podyplomowe dziennikarstwa, menedżerskie, organizacji pomocy społecznej, wiedzy o regionie, edukacji obywatelskiej.
Na wydziale prowadzi się studia trzeciego stopnia w dziedzinach:
- socjologia
- filozofia
- politologia

Wydział ma uprawnienia do nadawania stopni naukowych:
- doktora nauk humanistycznych w zakresie filozofii
- doktora habilitowanego nauk humanistycznych w zakresie filozofii
- doktora nauk społecznych w zakresie: nauk o polityce, socjologii
- doktora habilitowanego nauk społecznych w zakresie: nauk o polityce, socjologii

## Poczet dziekanów
1. doc. dr Janusz Kolczyński (1973–1976)
2. doc. dr hab. Bohdan Jałowiecki (1977–1978)
3. doc. dr hab. Jan Kantyka (1978–1979)
4. doc. dr hab. Jan Przewłocki (1979–1980)
5. doc. dr hab. Jerzy Szydłowski (1981)
6. prof. dr hab. Jan Kantyka (1981–1987)
7. dr hab. Adam Hrebenda, prof. UŚ (1987–1993)
8. dr hab. Jan Iwanek, prof. UŚ (1993–1999)
9. prof. dr hab. Józef Bańka (1999–2005)
10. dr hab. Bogdan Łomiński, prof. UŚ (2005–2008)
11. prof. dr hab. Wiesław Kaczanowicz (2008–2016)
12. dr hab. Kazimierz Miroszewski, prof. UŚ (2016–2020)
13. prof. dr hab. Zenon Gajdzica (2020–2024)
14. dr hab. Małgorzata Myśliwiec, prof. UŚ (od 2024)

## Władze Wydziału
W kadencji 2024–2028:
| Stanowisko                                           | Imię i nazwisko                        |
| ---------------------------------------------------- | -------------------------------------- |
| Dziekan                                              | dr hab. Małgorzata Myśliwiec, prof. UŚ |
| Prodziekan ds. współpracy międzynarodowej i krajowej | dr hab. Edyta Widawska, prof. UŚ       |
| Prodziekan ds. badań naukowych i promocji            | dr Łukasz Jach, prof. UŚ               |
| Prodziekan ds. studenckich i kształcenia             | dr Monika Żak                          |

## Struktura organizacyjna
| Instytut                                        | Dyrektor                              |
| ----------------------------------------------- | ------------------------------------- |
| Instytut Dziennikarstwa i Komunikacji Medialnej | dr hab. Mariusz Kolczyński, prof. UŚ  |
| Instytut Nauk Politycznych                      | dr Maciej Marmola                     |
| Instytut Pedagogiki                             | dr hab. Irena Polewczyk, prof. UŚ     |
| Instytut Psychologii                            | dr hab. Katarzyna Ślebarska, prof. UŚ |
| Instytut Socjologii                             | dr hab. Rafał Muster, prof. UŚ        |